# Aixe-sur-Vienne
Aixe-sur-Vienne (tiếng Occitan: Aissa) là một xã của tỉnh Haute-Vienne, thuộc vùng Nouvelle-Aquitaine, miền trung nước Pháp.